# Phoenix theophrasti
Espèce
Statut de conservation UICN

 NT  : Quasi menacé
Phoenix theophrasti est une espèce de palmier de la tribu des Phoeniceae. Avec le Chamaerops humilis, ce sont les deux seuls palmiers originaires d'Europe. Sa description remonte à 1967.
Nom scientifique : Phoenix theophrasti Greuter, famille des Arécacées, sous-famille des Coryphoideae.
Noms communs : palmier de Théophraste, palmier de Crète, dattier de Crète, vayi en crétois.

## Description
Le Phoenix theophrasti est très proche du Phoenix dactylifera. Il est cespiteux comme lui et un peu moins haut : 17 - 20 m et plus trapu avec 50 cm de diamètre. Les palmes sont gris bleuté et plus nombreuses le faisant ressembler à Phoenix canariensis. Il est dioïque comme tous les Phoenix.

## Origine et distribution
Originaire de Crète, c'est une espèce endémique protégée.
Il existe également en Turquie aux abords du lac de gölköy et en quelques points très limités des rivages sud de la côte turque quelques centaines de sujets adultes d'un palmier rattaché à Phoenix theophrasti, mais leur identité n'est pas certaine. Ce pourrait être une sous-espèce de celui-ci ou un hybride entre theophrasti et dactylifera. En attendant une étude génétique, ce palmier est souvent décrit à titre provisoire comme Phoenix theophrasti 'golkoy'.

## Culture
Proche de Ph. canariensis et dactylifera, le theophrasti a besoin d'eau en sous sol l'été et de beaucoup de chaleur pour mûrir ses fruits. Avec une résistance au froid donné à -12°, il serait plus résistant que canariensis (-8°) et dactylifera (-10°), mais le peu de sujets plantés en France ne permet pas de formuler de certitudes.

## Utilisation
Les fruits sont de petites dattes comestibles, brunes à maturité, mais qui ne sont pas aussi savoureuses que celles du dattier.

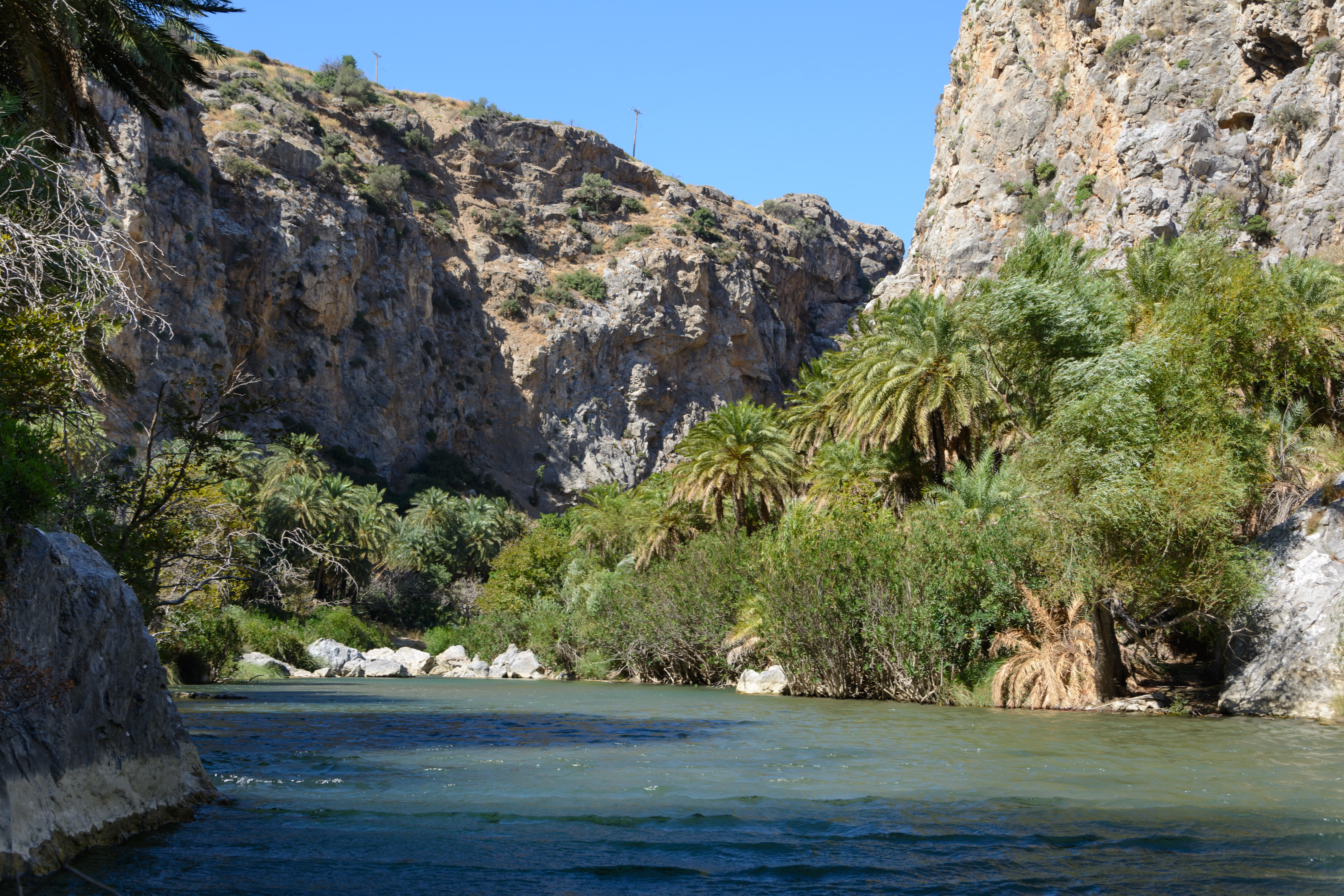
Des Phoenix theophrasti dans leur habitat naturel le long du Megalopotamos à Preveli en Crète.

## Semis et germination
Les graines fraîches germent rapidement, parfois quelques jours après le semis, le plus souvent 1 à 2 mois plus tard. Les jeunes plantes se développent assez lentement les trois premières années puis la croissance s’accélère grandement (comme pour la plupart des palmiers), proportionnellement bien sûr à la taille de l’espèce.